# Lingua zarfatica
La lingua zarfatica (codice ISO 639-3 zrp) o giudaico-francese (in zarfatico: Tsarfatit) è stata una lingua giudaica, oramai estinta, parlata dalle comunità ebraiche nel nord della Francia ed in parte in quella che ora è la sezione centro-occidentale della Germania, corrispondente alle città di Magonza, Francoforte sul Meno e Aquisgrana. La lingua si è estinta nel XIV secolo a causa delle deportazioni e delle persecuzioni subite dagli ebrei.

## Etimologia
Il nome Zarfatico deriva dal nome con il quale Lingua ebraica definiva la Francia, Tzarfat (צרפת), sebbene tale etimologia sia ancora oggetto di discussione fra numerosi studiosi.

## Scrittura
Si scrive con un alfabeto ebraico modificato, apparso per la prima volta nel XI secolo come glosse della Bibbia ebraica e come Talmud scritti da Rashi e da Moshe ha-Darshan. Una caratteristica della lingua, a differenza delle altre lingue giudaiche, era che le vocali non venivano rappresentate con l'alfabeto ebraico, bensì con le vocali tiberiane, usate per definire tutte le vocali del francese antico.